# کوهستان نفوسه
کوهستان نفوسه (عربی: جبل نفوسة) رشته‌کوهی در منطقه طرابلس غربی در شمال باختری لیبی است. این رشته‌کوه از نوع کوهستان پرتگاهی است. بلندترین کوه کوهستان نفوسه ۹۸۱ متر ارتفاع دارد.
به‌طور سنتی، کوه‌های نفوسه از دیرباز نشیمنگاه قوم بربر نفوسی بوده‌است که از زمان حمله عرب در سده هفتم تا حدودی عرب‌زبان شده و از آن زمان اسلام را به عنوان یک دین پذیرفته‌اند. در طی قیام لیبی در سال ۲۰۱۱، کوهستان نفوسه دژ مستحکمی تشکیل می‌داد که وفاداران به معمر قذافی در جریان پاتک خود از ماه مارس تا ژوئن قادر به بازپس‌گیری آن منطقه نبودند. از اینجا بود که طرابلس در ماه اوت تسخیر شد.